# Ranunculus oreophytus
Ranunculus oreophytus är en ranunkelväxtart som beskrevs av Alire Raffeneau Delile. Ranunculus oreophytus ingår i släktet ranunkler, och familjen ranunkelväxter. Inga underarter finns listade i Catalogue of Life.